# Каро Емеральд
Керолайн Есмеральда ван дер Леу (нід. Caroline Esmeralda van der Leeuw; нар. 26 квітня 1981, Амстердам, Нідерланди), відома як Каро Емеральд (нід. 'Caro Emerald') — нідерландська джазова та поп-співачка і акторка. 
Як виконавиця активна з 2007 року, стала відомою в 2009 році з дебютним синглом «Back It Up». 
Наступний сингл того ж року «A Night Like This» очолював чарти Нідерландів. Дебютний альбом Каро Емеральд, «Deleted Scenes from the Cutting Room Floor», вийшов 29 січня 2010 року. До серпня 2010 року альбом відзначив свій 30-й тиждень під номером один у нідерландських чартах альбомів, встановивши абсолютний рекорд і перевершивши рекорд альбому «Thriller» Майкла. Джексона на один тиждень. 3 жовтня 2010 року Емеральд була нагороджена нідерландською музичною премією Edison Award як найкраща виконавиця. У 2013 році вийшов другий студійний альбом під назвою «The Shocking Miss Emerald». Альбом посів перше місце в чартах нідерландських та британських альбомів й розійшовся тиражем понад 600 000 копій.

## Життєпис
Керолайн Есмеральда ван дер Леу народилася 26 квітня 1981 в Амстердамі, її батько був нідерландцем, а мати була походженням з Аруби. 
Керолайн почала навчатись співу з 12 років у Джеймса Гіллоффо в Амстердамі та приєдналася до дівого вокального гурту «Les Elles» під його керівництвом. Після закінчення середньої школи навчалася на джазову вокалістку в Амстердамській консерваторії, яку закінчила у 2005 році

## Кар'єра

### Початок (2007—2008)
На початку 2007 року нідерландський продюсер Ян ван Вірінген запросив ван дер Леу заспівати вокал у треку, який він продюсував разом з продюсером і автором пісень Девідом Шрейрсом. Пісня «Back It Up» була написана Шрейрсом і канадським автором пісень Вінсом Деджорджіо, а в її основі лежить ритм хіп-хопу, створений Робіном Велдманом і Яном ван Вірінгеном. Джазовий вокал Ван дер Леу вважався «ідеально відповідним» для нової пісні.
Демо-версія пісні у виконанні Керолайн ван дер Леу була запропонована на розгляд різним видавцям і лейблам, але безуспішно. Пізніше про демо стало відомо в усьому світі в Інтернеті, і радіостанції почали транслювати пісню.
Ван дер Леу з командою зрозуміли, що створене ними звучання має потенціал, і почали працювати над концептуальним студійним альбомом з нею як «виконавицею головної ролі». Написання почалося влітку 2008 року, з використанням моделі у вигляді суміші пісні «Back It Up», джазу 1940-50-х, легкої музики, мотивів латиноамериканської музики у поєднанні із заразливими ритмами. Застосовуючи підхід, заснований на семплі, але з живими інструментами, сесії написання черпали з широкого спектру впливів, включаючи джазового органіста Джекі Девіса, екзотичного композитора Мартіна Денні, короля мамбо Переса Прадо, джазу 1920-х і 1930-х років і власне вокального натхнення Керолайн ван дер Леу від гурту «Сестри Ендрюс», Біллі Голідей і Сари Вон. Їхній творчий метод полягав у тому, що Шрейрс спочатку створював ідеї та «мінусовки», а потім разом з автором текстів Деджорджіо створювали пісню. Ван дер Леу була співавторкою кількох пісень для альбому, а ван Вірінген був співавтором треків для «The Other Woman» і «Dr Wanna Do». Шрейрс і Деджорджіо стали називатись «креативними директорами».

### «Deleted Scenes from the Cutting Room Floor» (2009—2012)

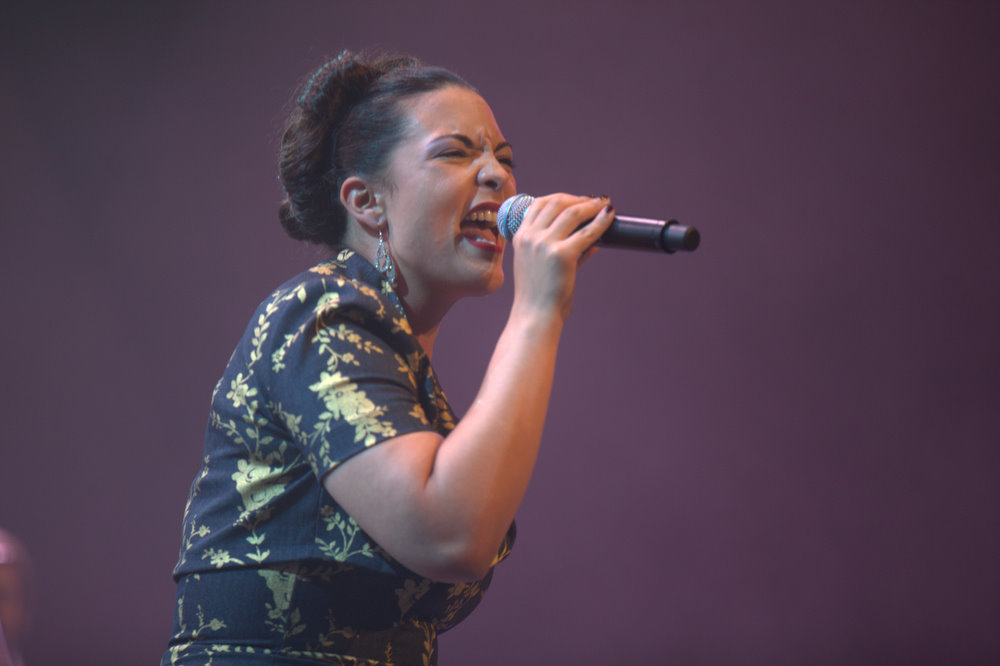
Виступ Каро Емеральд у Роттердамі (Нідерланди) 9 липня 2010

Після того, як звукозаписувальні компанії відкинули або забракували проєкт, Шрейрс заснував власний лейбл «Grandmono». Твір «Back It Up» вийшов як дебютний сингл 6 липня 2009 року. Пісня відразу зазвучала в ефірі та стала популярною і протягом 12-ти тижнів входила до нідерландського топ-40, досягнувши 12-го місця. Вона стала піснею, яку найчастіше слухали на 3FM у 2009 році.
Другий сингл альбому «A Night Like This», вийшов у грудні 2009 року. Він був у списку нідерландських чартів протягом 26 тижнів, ставши № 1 у січні 2010 року. Це була пісня, яку найчастіше слухали в Нідерландах у 2010 році.
Дебютний альбом Каро Емеральд «Deleted Scenes from the Cutting Room Floor» побачив світ 28 січня 2010 року в Нідерландах під лейблом «Grandmono». Він посів перше місце в чартах альбомів і залишався там тижнями. До серпня 2010 року альбом був № 1 протягом 27 тижнів, побивши рекорд Майкла Джексона з альбомом «Thriller» (26 тижнів № 1 у 1983 році). Згодом альбом повернувся на перше місце, провівши загалом 30 тижнів на першому місці у Dutch Album Top 100.
5 липня 2010 року альбом став двічі платиновим (>100 000 копій) у Нідерландах. Він досяг тричі платинового статусу в серпні 2010 року, чотирикратно платиновим (200 000) був у листопаді 2010 року і шестикратно платиновим (> 300 000 копій) у грудні 2011 року. «Deleted Scenes from the Cutting Room Floor» було видалено з нідерландських чартів після 104 тижнів через правило, згідно з яким альбоми не можуть перебувати в чартах довше 2-х років. Після повторного входження альбом знову піднявся на 8 позицію.
У 2011 році альбом «Deleted Scenes from the Cutting Room Floor» був у продажу по всій Європі з великим комерційним успіхом. Він став хітом у Великій Британії (1 × платиновий з продажами понад 360 000, 8 тижнів у топ-10, досягнувши № 4), Німеччині (1 × платиновий з продажами понад 280 000, досягнувши позиції № 5 і Платиновий сингл «A Night Like This» з продажами понад 340 000), Польщі (6× платиновий з продажами понад 60 000), Італії (золотий сингл для «Back it Up») та Австрії (№ 1 з «A Night Like This»). У Великій Британії всі шість синглів і весь альбом були включені до списку BBC Radio 2. У Європі було продано понад 1 400 000 альбомів.
Кінематографічне звучання проєкту призвело до частого його використання в серіалах, фільмах та рекламі. Окремі твори потрапляють у серіал «Клуб «Плейбоя», рекламну кампанію бренду „Martini“, романтичну кінокомедію „2 Days in New York“, телесеріал „Таємне коло“, рекламу канадської телекомунікаційної компанії Wind Mobile, британськоме танцювальне шоу Strictly Come Dancing, міжнародне реаліті-шоу Dancing with the Stars, телесеріали „Щоденники вампіра“ і „Агент Картер“, рекламні кампанії Nestlé і Ferrero Rocher, природничий фільм «Шимпанзе» від компанії Wrigley і Disney.
Завдяки винятковому успіху альбом було включено у квітні 2012 року в епізод голландської версії британського документального серіалу „Classic Albums“.
Напередодні Нового 2011 року Каро Емеральд з'явилася у телешоу Jools' Annual Hootenanny.
У січні 2011 року Емеральд виграла „Popprijs 2010“ як найкращий нідерландський поп-виконавець 2010 року. На початку 2012 року отримала Золоту камеру за найкращу міжнародну музику та Премію ЕХО як найкращий новачок на міжнародному рівні.

### «The Shocking Miss Emerald» (2013—2014)
У квітні 2013 року вийшов другий студійний альбом „Caro Emerald The Shocking Miss Emerald“. До нього увійшли сингли „Tangled Up“ і „Liquid Lunch“. Альбом посів перше місце в чарті альбомів Великої Британії. Емеральд виступала у Великій Британії у BBC Radio Theatre з трансляцією на BBC Radio 2 і BBC Red Button.
29 червня 2014 року вона виконала музичний сет відкриття на Пірамідальній сцені фестивалю у Гластонбері 2014.

### «Emerald Island» (2015—2020)
У квітні 2015 року Емеральд випустила сингл «Quicksand».
У березні 2017 року випустила натхненний екзотикою мініальбом «Emerald Island». Він вийшов для супроводу туру «The Emerald Island Tour», присвяченому альбому «Emerald Island»
У червні 2020 року Емеральд випустила «Wake Up Romeo», свій перший сингл за три попередні роки.

### The Jordan (з 2022-го)
23 серпня 2022 року стало відомо, що Каро Емеральд є голосом нового проєкту The Jordan. Дебютний альбом «Nowhere Near The Sky» вийшов 10 лютого 2023 року під лейблом Cooking Vinyl. Перші три сингли з альбому: «You Don't Even Know Me», «Dancing Naked in the Sun» і «The Room».
Згідно з офіційним вебсайтом співачки, «станом на 2022 рік проєкт Caro Emerald і концертні виступи перебувають у бездіяльності та більше не діють».

## Нагороди
- 11 квітня 2010: 3FM Serious Talent Award[en]
- 15 квітня 2010: Schaal van Rigter[en]
- 26 червня 2010: De Eerste Prijs[nl]
- 3 жовтня 2010: Edison Award у номінації «Найкраща співачка»
- MTV Europe Music Awards у номінації «Найкращий нідерландський та бельгійський виконавець»
- 12 січня 2011: European Border Breakers Award[en] 2011
- 15 січня 2011: 3FM Mega Award[en] 2010
- 15 січня 2011: Popprijs[en] 2010
- 3 березня 2011: Срібна арфа[en] 2010
- 3 березня 2011: Het Beste Nederlandse lied 2010 (Найкраща нідерландська пісня 2010 року)
- 14 березня 2011: NPO 3FM[en], номінаціях «Найкращий альбом» і «Найкраща співачка»
- 12 червня 2011: TMF Awards (Belgium)[en] у номінації «Найкраща співачка»
- 4 лютого 2012: Золота камера 2012, у номінації «Best Music International»
- березень 2012: Премія ЕХО у номінації Best International Newcomer[29][30][31][32][33]

## Дискографія

### Студійні альбоми
| Deleted Scenes from the Cutting Room Floor                        | - Дата випуску: 29 січня 2010 - Лейбл: Grandmono | 1 | —  | 3 | 23 | 79  | 5 | 14 | 39 | 3  | 10 | 4 | - BPI: Platinum - BVMI: Platinum - IFPI SWI: Gold - NVPI: 6× Platinum - ZPAV: 3× Platinum |
| The Shocking Miss Emerald                                         | - Дата випуску: 3 May 2013 - Лейбл: Grandmono    | 1 | 69 | 3 | 31 | 166 | 3 | 21 | 71 | 17 | 3  | 1 | - BPI: Gold - NVPI: Platinum                                                              |
| "—" позначає альбом, який не потрапив у чарти або не був виданий. |                                                  |   |    |   |    |     |   |    |    |    |    |   |                                                                                           |

### Концертні альбоми
| Назва                                                         | Деталі                                                                       | Найвища позиція у чартах | Найвища позиція у чартах | Найвища позиція у чартах |
| Назва                                                         | Деталі                                                                       | NL                       | AUT                      | POL                      |
| ------------------------------------------------------------- | ---------------------------------------------------------------------------- | ------------------------ | ------------------------ | ------------------------ |
| Live at the Heineken Music Hall (разом з Grandmono Orchestra) | - Дата випуску: 20 травня 2011 - Лейбл: Grandmono - Жанр: Джаз, поп, хіп-хоп | 51                       | 65                       | 34                       |

### Міні-альбоми
| Назва                          | Деталі                                                                      | Найвища позиція у чарті |
| Назва                          | Деталі                                                                      | NL                      |
| ------------------------------ | --------------------------------------------------------------------------- | ----------------------- |
| Emerald Island                 | - Дата випуску: 6 березня 2017 - Лейбл: Grandmono                           | 40                      |
| MO x Caro Emerald By Grandmono | - разом з Metropole Orkest - Дата випуску: 4 грудня 2017 - Лейбл: Grandmono | 52                      |

### Сингли
| Назва                                                       | Рік  | Найвища позиція у чарті | Найвища позиція у чарті | Найвища позиція у чарті | Найвища позиція у чарті | Найвища позиція у чарті | Найвища позиція у чарті | Найвища позиція у чарті | Найвища позиція у чарті | Найвища позиція у чарті | Найвища позиція у чарті | Найвища позиція у чарті | Найвища позиція у чарті | Найвища позиція у чарті | Сертифікації                            | Альбом                                     |
| Назва                                                       | Рік  | NL                      | ITA                     | BEL                     | FRA                     | GER                     | AUT                     | POL                     | SK                      | ROM                     | SWI                     | UK                      | CZ                      | ZK                      | Сертифікації                            | Альбом                                     |
| ----------------------------------------------------------- | ---- | ----------------------- | ----------------------- | ----------------------- | ----------------------- | ----------------------- | ----------------------- | ----------------------- | ----------------------- | ----------------------- | ----------------------- | ----------------------- | ----------------------- | ----------------------- | --------------------------------------- | ------------------------------------------ |
| "Back It Up"                                                | 2009 | 13                      | 11                      | 33                      | —                       | 70                      | —                       | —                       | 53                      | —                       | —                       | 190                     | —                       | —                       | - ITA: Gold                             | Deleted Scenes from the Cutting Room Floor |
| "A Night Like This"                                         | 2009 | 1                       | 10                      | 52                      | —                       | 4                       | 1                       | 2                       | —                       | 1                       | 9                       | 65                      | —                       | —                       | - ITA: Gold - SWI: Gold - GER: Platinum | Deleted Scenes from the Cutting Room Floor |
| "That Man"                                                  | 2010 | 29                      | 99                      | —                       | —                       | —                       | —                       | —                       | —                       | —                       | —                       | 84                      | —                       | —                       |                                         | Deleted Scenes from the Cutting Room Floor |
| "Stuck"                                                     | 2010 | 28                      | 18                      | —                       | —                       | 41                      | 42                      | —                       | 48                      | —                       | —                       | —                       | —                       | —                       | - ITA: Gold                             | Deleted Scenes from the Cutting Room Floor |
| "Riviera Life"                                              | 2011 | 70                      | 25                      | —                       | —                       | —                       | —                       | —                       | —                       | —                       | —                       | —                       | —                       | —                       |                                         | Deleted Scenes from the Cutting Room Floor |
| "You're All I Want For Christmas" (разом з Бруком Бентоном) | 2011 | 26                      | —                       | —                       | —                       | —                       | —                       | —                       | —                       | —                       | —                       | —                       | —                       | —                       |                                         | Позаальбомний сингл                        |
| "Tangled Up"                                                | 2013 | 6                       | 13                      | 62                      | —                       | 81                      | —                       | —                       | —                       | 53                      | —                       | 77                      | 9                       | —                       | - ITA: Gold                             | The Shocking Miss Emerald                  |
| "Liquid Lunch"                                              | 2013 | —                       | —                       | 64                      | 182                     | —                       | —                       | —                       | —                       | —                       | —                       | 70                      | —                       | 89                      |                                         | The Shocking Miss Emerald                  |
| "One Day"                                                   | 2013 | —                       | —                       | 75                      | —                       | —                       | —                       | —                       | —                       | —                       | —                       | —                       | —                       | 152                     |                                         | The Shocking Miss Emerald                  |
| "I Belong to You"                                           | 2013 | 99                      | —                       | 131                     | —                       | —                       | —                       | —                       | —                       | —                       | —                       | —                       | —                       | —                       |                                         | The Shocking Miss Emerald                  |
| "Ne Me Quitte Pas"                                          | 2014 | —                       | —                       | —                       | —                       | —                       | —                       | —                       | —                       | —                       | —                       | —                       | —                       | —                       |                                         | Позаальбомний сингл                        |
| "Coming Back as a Man"                                      | 2014 | —                       | —                       | —                       | —                       | —                       | —                       | —                       | —                       | —                       | —                       | —                       | —                       | —                       |                                         | The Shocking Miss Emerald                  |
| "Quicksand"                                                 | 2015 | 103                     | —                       | —                       | —                       | —                       | —                       | —                       | —                       | —                       | —                       | —                       | —                       | —                       |                                         | Позаальбомний сингл                        |
| "Whatchugot"                                                | 2017 | —                       | —                       | —                       | —                       | —                       | —                       | —                       | —                       | —                       | —                       | —                       | —                       | —                       |                                         | Emerald Island                             |
| "Wake Up Romeo"                                             | 2020 | —                       | —                       | —                       | —                       | —                       | —                       | —                       | —                       | —                       | —                       | —                       | —                       | —                       |                                         |                                            |
| "—" позначає, що сингл не потрапив у чарти або не виходив.  |      |                         |                         |                         |                         |                         |                         |                         |                         |                         |                         |                         |                         |                         |                                         |                                            |